# 가토 야스미치
가토 야스미치(일본어: 加藤 泰衑 かとう やすみち[*], 1728년 10월 11일~1784년 3월 4일)는 일본 에도 시대 중기의 다이묘이다. 이요국 오즈번 6대 번주이다. 관위는 종5위하 데와노카미이다.

## 약력
교호 13년 (1728년) 9월 9일, 하타모토 가토 야스타카 (3대 번주 가토 야스츠네의 6남)의 장남으로서 에도에서 태어났다. 어머니는 타니구치 마사츠구의 딸로, 에도성 오오쿠 시녀였던 신료인이다.
엔쿄 원년 (1744년) 12월에 도쿠가와 이에시게의 고난도(小納戸, 쇼군의 이발ㆍ취사 등을 맡는 직책) 역을, 이듬해 5월에는 고쇼(小姓)로 임명되었다. 그러나 같은 해 6월에 본가의 당주인 가토 야스아츠가 사망하자, 그 양자 겸 후계자로 뒤를 잇게 되었다. 야스미치는 번 재정 재건을 위해 지행 삭감과 검약령 시행 등을 하였으나, 막명에 따른 조선통신사 접대와 칙사 접대역 등에 따른 지출로 번 재정은 더욱 악화되었고, 그로 인해 백성들에게 중세를 강요하여 내노자 소동이 일어나기에 이르렀다. 엔쿄 4년 (1747년), 야스미치가 건설에 착수하던 번교 메이린도가 개교에 이르러 번유 가와다 유코토를 교수로 삼았다. 호레키 9년 (1759년), 가토가의 사료인 「북등록(北藤録)」을 편찬한다.
호레키 12년 (1762년) 2월 1일, 양자 겸 후계자인 선대 야스아츠의 친자인 야스타케에게 가독을 물려주고 은거, 덴메이 4년 (1784년) 윤 정월 13일에 사망했다. 향년 57세, 계명은 관후원전(寛厚院殿), 묘소는 도쿄도 다이토구 마쓰가타니 3초메 가이젠지와 에히메현 오즈시 니시야마네 조계선원이다.

## 계보
- 아버지 : 가토 야스타카 (1706 - 1782)
- 어머니 : 신료인 (心涼院) - 다니구치 마사쓰구의 딸
- 정실 : 쓰레 - 가토 야스아츠의 딸
- 측실 : 덴료인 (天涼院)
  - 차남 : 가토 야스유키 (1753 - 1769)
- 생모 불명의 자녀
  - 장남 : 기쓰레가와 야스우지 (1752? - 1829) - 기쓰레가와 우지츠레의 양자
  - 3남 : 미조구치 나오히데
  - 4남 : 가토 야스토키 (1760 - 1787) - 가토 야스유키의 양자
  - 5남 : 가토 야스토요
  - 7남 : 가토 야스치카
  - 8남 : 오오세키 마스나리 (1781 - 1845) - 오세키 마스하루의 양자
  - 딸 : 이나가키 나가모치의 정실
  - 딸 : 모리 타카스에의 정실
  - 딸 : 교신인 (恭心院) -  가토 야스마사의 정실
- 양자
  - 아들 : 가토 야스타케 (1745 - 1768) - 가토 야스아츠의 장남

| 전임 가토 야스아쓰 | 제6대 오즈번 번주 1745년 - 1762년 | 후임 가토 야스타케 |